# République centrafricaine aux Jeux olympiques d'été de 2012
La République centrafricaine participe aux Jeux olympiques d'été de 2012 à Londres au Royaume-Uni du 27 juillet au 12 août 2012. Il s'agit de sa 9e participation à des Jeux d'été.

## Athlétisme
Hommes
Courses
| Athlète               | Épreuve | Séries   | Séries | Quarts de finale | Quarts de finale | Demi-finales | Demi-finales | Finale   | Finale |
| Athlète               | Épreuve | Résultat | Rang   | Résultat         | Rang             | Résultat     | Rang         | Résultat | Rang   |
| --------------------- | ------- | -------- | ------ | ---------------- | ---------------- | ------------ | ------------ | -------- | ------ |
| Berenger Aymard Bosse | 100 m   | 10.55    | 46e    | NC               | NC               | NC           | NC           | NC       | NC     |

Femmes
Courses
| Athlète           | Épreuve | Séries   | Séries | Quarts de finale | Quarts de finale | Demi-finales | Demi-finales | Finale   | Finale |
| Athlète           | Épreuve | Résultat | Rang   | Résultat         | Rang             | Résultat     | Rang         | Résultat | Rang   |
| ----------------- | ------- | -------- | ------ | ---------------- | ---------------- | ------------ | ------------ | -------- | ------ |
| Elisabeth Mandaba | 800 m   | 2:12.56  | 33e    | NC               | NC               | NC           | NC           | NC       | NC     |

## Natation
Homme
| Athlète          | Épreuve         | Série | Série    | Demi-finale | Demi-finale | Finale | Finale   |
| Athlète          | Épreuve         | Temps | Résultat | Temps       | Résultat    | Temps  | Résultat |
| ---------------- | --------------- | ----- | -------- | ----------- | ----------- | ------ | -------- |
| Christian Nassif | 50 m nage libre | 28.04 | 55e      | NC          | NC          | NC     | NC       |

## Lutte
La République centrafricaine a obtenu une wild card en lutte.
Lutte libre femmes
| Athlète             | Épreuve        | Qualification       | 8e de finale                             | Quart de finale     | Demi-finale         | Repêchage 1         | Repêchage 2         | Finale              | Finale |
| Athlète             | Épreuve        | Adversaire Résultat | Adversaire Résultat                      | Adversaire Résultat | Adversaire Résultat | Adversaire Résultat | Adversaire Résultat | Adversaire Résultat | Rang   |
| ------------------- | -------------- | ------------------- | ---------------------------------------- | ------------------- | ------------------- | ------------------- | ------------------- | ------------------- | ------ |
| Sylvie Datty-Ngonga | Moins de 63 kg | Exempt              | Soronzonboldyn Battsetseg (MGL) 0-4; 0-4 | NC                  | NC                  | NC                  | NC                  | NC                  | 20e    |

## Taekwondo
La République centrafricaine a qualifié deux athlètes.
| Athlète      | Épreuve        | 8e de finale                       | Quart de finale     | Demi-finale         | Repêchage 1                | Repêchage 2         | Finale              | Finale |
| Athlète      | Épreuve        | Adversaire Résultat                | Adversaire Résultat | Adversaire Résultat | Adversaire Résultat        | Adversaire Résultat | Adversaire Résultat |        |
| ------------ | -------------- | ---------------------------------- | ------------------- | ------------------- | -------------------------- | ------------------- | ------------------- | ------ |
| Patrick Boui | Moins de 68 kg | Mohammad Bagheri Motamed (IRI) 2-7 | NC                  | NC                  | Rohullah Nikpai (AFG) 2-14 | NC                  | NC                  |        |
| Seulki Kang  | Moins de 49 kg | Lucija Zaninović (CRO) 0-14        | NC                  | NC                  | NC                         | NC                  | NC                  |        |